# Rise of Nightmares
Rise of Nightmares (ライズ オブ ナイトメア, Rise of Nightmare) est un jeu vidéo de type survival horror développé et édité par Sega pour la console Xbox 360. Ce jeu a été révélé lors de l'édition 2010 du Tokyo Game Show. Il est conçu pour être jouable avec la Kinect. Il est le premier jeu Kinect M-rated.[réf. souhaitée]

## Système de jeu
Etant un jeu sur Kinect, le personnage sera guidé par les mouvements du joueur.
Les déplacements dans le jeu se font avec deux types de mouvements :
- Les mouvements libres : le joueur contrôle directement ses mouvements.
- Les mouvements automatiques : le joueur est guidé automatiquement par le jeu vers sa destination suivante.

Durant une attaque il est possible :
- de donner un coup de pied ;
- de poignarder ;
- de frapper / entailler / taillader ;
- de danser ;
- d'esquiver.

## Accueil
- Famitsu : 29/40[2]
- Gamekult : 3/10[3]
- GameSpot : 5,5/10[4]
- IGN : 4/10[5]
- Jeuxvideo.com : 9/20[6]